# 河野直樹
河野 直樹（こうの なおき、1981年6月23日 - ）は、日本の俳優、声優、ナレーター。
山梨県南アルプス市出身。劇団「双数姉妹」所属。所属事務所はドリームプラスを経てBLUE LABEL。西丸優子と劇団ユニット「ナシュラン家」としても活動中。

## 出演

### 舞台

#### 双数姉妹公演
- チューブラルーム（新宿 THEATER/TOPS）　2007年5月公演
- 青熊辻宮浅河鰻（王子小劇場）　2007年10月公演
- やや無情…（新宿 THEATER/TOPS）　2008年4月公演
- サナギネ（青山円形劇場）　2008年7月公演
- マーク義理乃姉妹「俺たち、忠臣蔵部」（王子小劇場）　2008年12月公演
- さよならTHEATER/TOPS最後の文化祭（新宿THEATER/TOPS） 2009年3月公演
- ユニゾニア-鏡の国のコロス-(笹塚ファクトリー)　　2009年6月公演
- ソビエト-マヤコフスキィ生誕116年-（座・高円寺1）　2009年10月公演
- 20年目の正直（赤坂RED/THEATER）　2010年11月公演
- サヨナラ　（赤坂RED/THEATER）　2011年7月公演
- オルフェゴッコ（吉祥寺シアター）　2012年3月公演

#### ナシュラン家公演
- 真面目に芝居もやってきたからよ...ネっ♡vol.1 2011年5月公演
- 真面目に芝居もやってきたからよ...ネっ♡vol.2 2012年2月公演
- 真面目に芝居もやってきたからよ...ネっ♡vol.3 2012年11月公演
- 真面目に芝居もやってきたからよ...ネっ♡vol.4 2013年9月公演

#### 外部公演
- ブレッド&バターpresents-DRAMA&LIVE-あの頃のまま(博品館劇場) 2008年5月公演
- 女が、全然ダメ(下北沢「劇」小劇場)　東魂★マキアージュ　2010年3月公演
- 東京モダンガールズ　(下北沢・シアター711) おおのの  2011年8月公演
- 兎ノ刻ートノコク（乃木坂コレド）マダマダムーンプロデュース　2011年10月公演
- LEPRE ROSSO（ティアラこうとう小ホール）Lingua Franca 2011年11月公演
- あしたのイエス（下北沢 OFF・OFFシアター）マキアージュ　2011年12月公演
- DRAGO ROSSO（ティアラこうとう小ホール）Lingua Franca 2012年6月公演
- トリアージ　劇ツク / 東京オレンジ　2014年2月公演
- CAVALLO ROSSO （ティアラこうとう小ホール）Lingua Franca 2014年9月公演
- はじまりの星の音（新宿白龍館）RITROVO poco♪ 2015年1月公演
- あきかぜ ねこはっしゃ。 2015年7・8月公演
- PECORA ROSSO（ティアラこうとう小ホール）lingua Franca 2015年9月公演
- Popn' Mad Effecter（日暮里d-倉庫）演劇ユニットLineOverS  2015年11月公演
- オキュパイ〜スタジオあくとれを占拠せよ！　劇ツク/東京オレンジ　2016年1月公演
- ぱしふぃっくびいなす「オーストラリア・ニュージーランド サザンクロスクルーズ』ピアノ朗読劇「星の王子さま」星めぐりコンサート「ヴァイオリン＆ピアノで紡ぐ星のうた」　RITROVO  2016年2月公演
- 夏休み子ども音楽ワークショップ　〜みんなで音楽を作ろう！〜　ソリッドスクエアホール　2016年8月公演
- SCHIMMIA ROSSO（深川江戸資料館小劇場）lingua Franca 2016年10月公演
- 広島県福山市難聴学級開設50周年記念式典記念公演「森のおとぶくろ」音楽感受合奏団　2016年10月公演
- 52ヘルツの鯨（劇場HOPE）ムツキカッ!!　2016年11月公演

### テレビドラマ
- サキ（2013年、関西テレビ）- 武藤 役
- お天気お姉さん（2013年、テレビ朝日）- 岩本 役
- 日曜エンターテインメント 事件救命医〜IMATの奇跡〜part1（2013年10月6日、テレビ朝日）- 駒井俊介 役
- 都市伝説の女Part2 最終話（2013年11月22日、テレビ朝日）- 吉村良一 役
- 花子とアン（2014年、NHK）
- ブラック・プレジデント（2014年、関西テレビ）- 小塚 役
- スケープゴート（2015年、WOWOW）
- ミステリなふたり 第6話（2015年5月19日、メ〜テレ）- 木曾光朗 役
- 土曜ワイド劇場 森村誠一作家50年記念企画・終着駅の牛尾刑事VS事件記者・冴子15（2016年1月9日、テレビ朝日）
- スミカスミレ 第1話（2016年、テレビ朝日）
- グ・ラ・メ!〜総理の料理番〜 第6話（2017年、テレビ朝日）
- ハケンのキャバ嬢・彩華 第2話（2017年10月24日、朝日放送[注 1]） - 上松昌一 役[3]
- 女囚セブン 第7話（2017年6月2日、テレビ朝日）- 中田 役
- 重要参考人探偵（2017年、テレビ朝日）
- 帯ドラマ劇場 越路吹雪物語（2018年、テレビ朝日）
- あなたには渡さない（2018年、テレビ朝日）
- 西郷どん（2018年、NHK）
- 僕の初恋をキミに捧ぐ 第5話・第6話（2019年、テレビ朝日）
- 刑事7人 第4話（2019年、テレビ朝日）
- 年下彼氏 #14（2020年5月24日、テレビ朝日）- 武石 役
- NHKドキュメンタリードラマ Akiko's Piano 被爆したピアノが奏でる和音（2020年、NHK）
- 24 JAPAN　#5 （2020年、テレビ朝日）

### ウェブドラマ
- ハケンのキャバ嬢・彩華 第2話（2017年10月16日、AbemaTV[注 1]） - 上松昌一 役
- 特命係長只野仁 AbemaTVオリジナル（2018年、AbemaTV）
- 星屑リベンジャーズ（2018年、AbemaTV、メーテレ）
- 御曹司ボーイズ（2019年4月、AbemaTV）

### 映画
- 聖地へ!（2011年）
- gift（2014年）
- 闇金ウシジマくんザ・ファイナル（2016年）
- 土竜の唄〜香港狂想曲〜（2016年）
- めがみさま（2017年）
- HERO〜2020〜（2020年）

### ナレーション・声優
- 匿名探偵 DVD・PR
- BLUE AIR WEB-CM　ナレーション/部長/イケメン/殿役（4役）
- ダブルス〜二人の刑事 ティザー（無線の声）
- 町医者ジャンボ 番宣ナレーション担当
- アメシブ〜ギリギリランキング〜 ナレーション
- 「ニーチェ先生」DVD PR
- Amazonプライム「宇宙の仕事」予告編
- 「グ・ラ・メ！〜総理の料理番〜」真夜中のご馳走編/朝からグラメ総理の料理番
- 熱海×美女×アシックス番組「FunRun小町」
- よつば銀行 原島浩美がモノ申す!〜この女に賭けろ〜 第3話（テレビ東京）

### CM・その他
- 痛快TVスカッとジャパン（2017年、フジテレビ）
- ソフトバンクニュース特別動画企画「Pepperは見た」（2018年）
- Find your NU work & life balance〜沼津暮らし　ミニドラマ編（2018年）
- メルカリ2019年 秋フェス 最高家族 超!出品祭篇 第1弾（2019年）
- メルカリ2019年 秋フェス 最高家族 超!出品祭篇 第2弾（2019年）
- アサヒグループ食品株式会社　ディアナチュラ EPA&DHA 「高めの中性脂肪にピンときたら。」篇（2020年）
- J:COM「応援する家族」篇（2020年）